# Domino (film 2005)
Domino – anglojęzyczny film w reżyserii Tony’ego Scotta, wyprodukowany w 2005 roku.

## Fabuła
Film jest oparty na życiu Domino Harvey, pracującej jako łowca nagród (bounty hunter). Domino postanawia zaprzestać pracy jako modelka Forda i przyłączyć się do grupy łowców głów kierowanej przez Eda Moseby'ego. Problemy zaczynają się gdy cała grupa zostaje zamieszana w kradzież należącej do mafii walizki z pieniędzmi.

## Obsada
- Keira Knightley – Domino Harvey
- Mickey Rourke – Ed Moseby
- Édgar Ramírez – Choco
- Delroy Lindo – Claremont Williams
- Mo’Nique – Lateesha Rodriguez
- Mena Suvari – Kimmie
- Macy Gray – Lashandra Davis
- Jacqueline Bisset – Sophie Wynn
- Dabney Coleman – Drake Bishop

## Nagrody
Film otrzymał Złotą Taśmę 2006 za najlepszy dźwięk.